# 광주 광산구의 향토문화재
광주 광산구의 향토문화재은 「문화재보호법」 및 「광주광역시 문화재 보호 조례」에 의거 문화재로 지정되지 아니한 것으로서 향토적·역사적·예술적 가치가 있는 유형문화재·무형문화재·기념물·민속자료 등을 말한다.

## 참고 문헌
- 광주 광산구 홈페이지 - 고시/공고